# سید روح‌الله صفوی
سید روح‌الله صفوی با نام هنری آکا صفوی (زادهٔ ۱۳۵۸، بوشهر)، خوانندهٔ گروه موسیقی جنوبی لیان است.
آکا صفوی یکی از خوانندگان جوان و نام‌آشنای بوشهری است که سال‌های سال دل در گرو نواهای بی‌بدیل بوشهری نظیر شروه‌خوانی، بیت‌خوانی، چاووشی و… گذاشته و با استادی تمام به خوانش این سبک‌ها پرداخته‌است. وی سالیان درازی است که با گروه موسیقی لیان به‌عنوان خواننده همکاری دارد، البته به‌صورت مقطعی با گروه‌های دیگری هم همکاری داشته‌است؛ اما به‌صورت حرفه‌ای گروه لیان را همراهی می‌کند.
خیام‌خوانی «آکا صفوی» باتوجه به شناختی که از موسیقی کلاسیک ایرانی دارد و آوازهای محلی را می‌شناسد براساس موتیف‌های بوشهری توانسته جایگاه ویژه‌ای در موسیقی بومی داشته باشد.

## زندگی‌نامه
سید روح‌الله صفوی در زمستان ۱۳۵۸ در بندر بوشهر چشم به جهان گشود. او از همان آغاز کودکی، شیفته و مسحور دنیای شگفت‌انگیز هنر بود و به یمن ذوق خدادادی در وادی چند هنر گام زد و به مهارت و استادی نائل شد. از جمله هنر خوشنویسی که از سال ۶۸ جدال کلک و دست را آغاز کرد و پس از ده سال، در سال ۷۸ از انجمن خوشنویسان ایران با درجه ممتاز فارغ‌التحصیل شد. وی همچنین دارای مدرک دانشگاهی کارشناس مدیریت بازرگانی ، کارشناسی ارشد مدیریت دولتی و دکترای مدیریت بازرگانی است.
در سال ۷۲ به صورت جدی آموختن موسیقی را در استان اصفهان آغاز کرد و از محضر استاد منوچهر غیوری شاگرد برجسته استاد کسایی ردیف‌های آوازی مکتب اصفهان را چند بار دوره کرد. سه سال در تهران تکنیک‌ها و ردیف آوازی را نزد استاد حمیدرضا نوربخش فرا گرفت. در همین سال‌ها افتخار شاگردی بزرگانی چون مصطفی کمال پورتراب، عبدالمجید کیانی و شاهین فرهت را کسب کرد. وی به واسطهٔ سال‌ها پژوهش در زمینه آوازهای بومی بوشهر، در شناخت و اجرای این آوازها بی همتاست. آکا صفوی در تولید و تهیه بسیاری از آلبوم‌های پژوهشی موسیقی بوشهر که به همت انتشارات ماهور به طبع رسیده، نقش فعال و تأثیر گذار داشته‌است. از این هنرمند بوشهری چندین مقاله موسیقی در نشریات سراسری به چاپ رسیده‌است. آلبوم محله خمونی صوتی و چهار آلبوم تصویری از او در بازار موجود است. از این پژوهشگر در زمینه ادبیات و موسیقی نیز دو کتاب با نام‌های فایز دشتی و ورار به چاپ‌های متعدد رسیده‌است. دو تألیف از صفوی، یکی ترجمه ۱۵ شاعر عرب معاصر و دیگری آوازهای استان به روایت آکا صفوی آماده چاپ می‌باشد. آکا تاکنون در جشنواره‌ها و مسابقات بسیاری شرکت کرده و حائز رتبه‌های برتر گردیده‌است. چهار دوره خوانندگی برتر صداوسیمای مراکز استانها، دو مقام برتر جشنواره موسیقی جوان فجر و کسب چندین مقام برتر پژوهش موسیقی در جشنواره‌های مختلف از جمله عناوینی است که وی کسب کرده‌است. صفوی سالها با صدا و سیمای مرکز بوشهر همکاری نزدیک داشته‌است. با این حال از سال ۸۹ به دلایلی موهوم و نامعلوم از طرف صداوسیما ممنوع‌التصویر و ممنوع‌الصدا گردیده و این ممنوعیت همچنان ادامه دارد.
آکا صفوی به همراه گروه لیان تاکنون در بیش از بیست کشور در قاره‌های مختلف و رویدادهای مهم فرهنگی و ورزشی جهان به اجرای برنامه پرداخته‌است.

## افتخارات
- چهار سال پیاپی خوانندهٔ برتر کشور در جشنواره تولیدات صدا و سیما
- مقام اول خوانندگی در جشنواره موسیقی فجر
- مقام اول پژوهش و اجرا در جشنواره موسیقی مقامی حوزه هنری در سنندج
- انتخاب جوان نخبه کشور در رشته موسیقی در سال ۸۷ از سوی سازمان ملی جوانان
- حضور در جشنواره‌های معتبر داخلی و بین‌المللی
- انتشار چندین آلبوم موسیقی مانند «محله خمونی» از سوی گروه موسیقی لیان به سرپرستی محسن شریفیان[۴]

## کتاب‌های منتشر شده و تألیفات
- کتاب؛ ورار «ترانه‌ها و عاشقانه‌های بوشهر»(انتشارات نگاه ۱۳۹۸)
- کتاب؛ اشعار فایز دشتی (انتشارات نگاه ۱۳۹۴)

## آلبوم‌ها و آثار موسیقایی
- محله خمونی (مؤسسه فرهنگی هنری آونگ ۱۳۸۸)[۵][۶]
- کنسرت تصویری لیان (هنر اول ۱۳۹۴)
- آلبوم تصویری لیان (ایران گام ۱۳۹۶)

## اجراهای خارج از کشور و کنسرت‌های برون مرزی
- ایالت‌های مختلف آمریکا (۱۹۹۷)
- جام جهانی آلمان (۲۰۰۶)
- المپیک پکن (۲۰۰۸)
- اکسپوی شانگهای (۲۰۱۰)[۷]
- اردن (۲۰۰۹)
- روسیه (۲۰۰۸، ۲۰۰۹)[۸]
- امارات متحده عربی (۱۹۹۷، ۲۰۰۲، ۲۰۰۳)
- عمان (۲۰۰۱، ۲۰۰۴)
- کویت (۲۰۰۲)
- قطر (۲۰۰۲، ۲۰۰۸، ۲۰۱۰)
- ترکمنستان (۲۰۰۱، ۲۰۰۲، ۲۰۰۸)
- ترکیه (۲۰۰۳)
- بحرین (۲۰۰۳)
- سنگاپور (۲۰۰۵)
- مالزی (۲۰۱۰، ۲۰۲۲،۲۰۱۳)[۹]
- یونان (۲۰۱۰، ۲۰۱۱، ۲۰۱۲)[۱۰]
- بلاروس (۲۰۱۱)[۱۱]
- الجزایر (۲۰۱۲)
- سوئد (۲۰۱۱، ۲۰۱۲، ۲۰۱۳)[۱۲]
- نروژ (۲۰۱۳)
- چین (۲۰۱۷)
- اتریش (۲۰۱۷)
- اسپانیا (۲۰۱۷)
- اسکاتلند (۲۰۱۸)
- چین (۲۰۱۸)
- اتریش (۲۰۱۸)
- هند (۲۰۱۸)
- بلژیک (۲۰۱۹)
- چین (۲۰۱۹)